# Jan Mikołaj Rudomina-Dusiacki
Jan Mikołaj Rudomina-Dusiacki (ur. 1615, zm. 1651) – starosta uświacki, poseł na sejm.

## Życiorys
Przedstawiciel rodziny Rudominów herbu Trąby. Syn Piotra, kasztelana smoleńskiego, bratanek Jana, kasztelana nowogródzkiego, i Krzysztofa, wojewody mińskiego. 
Studiował w Akademii Wileńskiej i Krakowskiej oraz na Uniwersytecie Lejdeńskim i Bolońskim.
Po ojcu był chorążym brasławskim (1639-1645). W 1645 został wybrany marszałkiem brasławskim. W 1648 roku był elektorem Jana II Kazimierza Wazy z województwa wileńskiego. Poseł na sejm w 1648, deputat Trybunału Litewskiego w 1640 i 1645.
Po ojcu dzierżawił starostwo uświackie.